# Billet de 5 centimes congolais
Recto
Verso
Chronologie
Billet 1CC Billet 10CC
Le billet de 5 centimes congolais a marqué une époque dans l’histoire monétaire de la République démocratique du Congo (RDC). Apparu dans les premières décennies de l'indépendance du pays, ce billet représentait la plus petite valeur de la monnaie nationale, conçue pour répondre aux besoins des transactions de faible somme. Cependant, en raison de sa valeur d'achat insignifiante et de l'inflation croissante, il a rapidement perdu son utilité et a été retiré de la circulation il y a plusieurs décennies.

## Historique
Après l'indépendance du Congo belge en 1960, la République démocratique du Congo (anciennement appelé Zaïre sous le régime de Mobutu Sese Seko) a émis ses propres billets et pièces, visant à établir une identité monétaire nationale forte. À cette époque, des billets de faibles dénominations, comme celui de 5 centimes, était introduit pour faciliter les transactions quotidiennes. Ce billet représentait une somme modeste mais utile pour les échanges courants,.

## Caractéristiques
Le billet de 5 centimes congolais avait des caractéristiques distinctives propres à son époque. Généralement imprimé sur du papier de faible qualité avec 75% du coton et 25% de lin, ses dimensions étaient réduites (entre 70 mm de longueur et 120 mm de largeur), comparées aux billets de grande valeur. Les couleurs dominantes étaient les violets et les gris, avec des motifs simplifiés, et il comportait des éléments symboliques reflétant la richesse naturelle et culturelle du Congo tels que le masque du peuple Suku en recto et la harpe du peuple Zandé en verso du billet.
Sur la face du billet, on retrouvait souvent des images liées à la faune, à la flore, ou à des symboles nationaux comme le masque de la tribu des Basuku. Le billet arborait également le portrait de figures historiques ou des symboles culturels propres au Congo, soulignant la volonté de mettre en avant l'identité nationale. Le verso du billet présentait des motifs abstraits comme la harpe de la tribu des Zandé.

## Utilisation et valeur

### Déclin et retrait de la circulation
L’inflation galopante et les multiples crises économiques qui ont frappé le Congo au cours du XXe siècle ont rapidement diminué la valeur réelle du billet de 5 centimes. À mesure que l’économie du pays traversait des périodes d’instabilité, le billet a perdu sa valeur, sa capacité à acheter des biens même de faible estimation. En conséquence, son utilisation est devenue obsolète, et il a progressivement disparu des transactions quotidiennes.
Le billet de 5 centimes congolais a été officiellement retiré de la circulation après avoir été remplacé par des dénominations élevées mieux adaptées à la situation économique. Les nouvelles séries de billets introduites dans les décennies suivantes ont complètement exclu les valeurs en centimes, marquant ainsi la fin de cette catégorie dans la monnaie congolaise.